# Bergfenchel
Bergfenchel (Seseli), oder Sesel genannt, ist eine Pflanzengattung innerhalb der Familie der Doldenblütler (Apiaceae). Die je nach Autor 80 bis 120 Arten sind in Eurasien und im westlichen Nordafrika verbreitet.

## Beschreibung

### Vegetative Merkmale
Seseli-Arten wachsen meist als ausdauernde, selten einjährige krautige Pflanzen. Manche Arten sind an der Basis verholzt und haben eine konische Pfahlwurzel. Diese Arten haben am Grund einen Faserschopf. Die Laubblätter sind meist mehrfach gefiedert mit schmalen Fiederabschnitten letzter Ordnung.

### Generative Merkmale
Die Doppeldolden sind meist vielstrahlig und reichblütig. 
Die Kelchblätter sind meist klein oder fehlen. Die Kronblätter sind meist weiß, selten rosa oder gelb. 
Sie sind verkehrt herzförmig oder breit elliptisch und breiter als lang infolge der starken Einrollung an dem kurzen Nagel und besonders der eingeschlagenen Spitze. Sie sind an der Spitze ausgerandet. Das Griffelpolster ist gewölbt bis kegelförmig. Die Doppelachänen sind kaum abgeflacht und die Teilfrüchte besitzen fünf wulstige, meist stumpfe Rippen. Die äußere Fruchtwand ist glatt oder runzelig, beschuppt oder flaumig bis kurzborstig.

## Vorkommen
Die je nach Autor 80 bis 140 Arten sind in Eurasien und im nördlichen und östlichen Afrika verbreitet. Davon kommen in Europa etwa 34 Arten vor, mindestens zwei davon in Deutschland. Ein Verbreitungsschwerpunkt liegt in den Gebirgen des Mittelmeerraums. Manche Arten sind sehr kleinräumig verbreitet. Seseli-Arten gibt es in fast allen Ländern Europas außer in Irland und in Island.
In Deutschland kommen Steppenfenchel (Seseli anuum), Heilwurz oder Weihrauch-Bergfenchel genannt (Seseli libanotis), Pferde-Sesel (Seseli hippomarathrum), Berg-Sesel (Seseli montanum) vor; in Österreich auch: Bunt-Sesel auch Meergrün-Sesel genannt (Seseli pallasii), Ost-Sesel (Seseli campestre) und Österreichischer Bergfenchel (Seseli austriacum). Die in Deutschland vorkommenden Arten gedeihen auf trockenen, kalkreichen Standorten am besten.

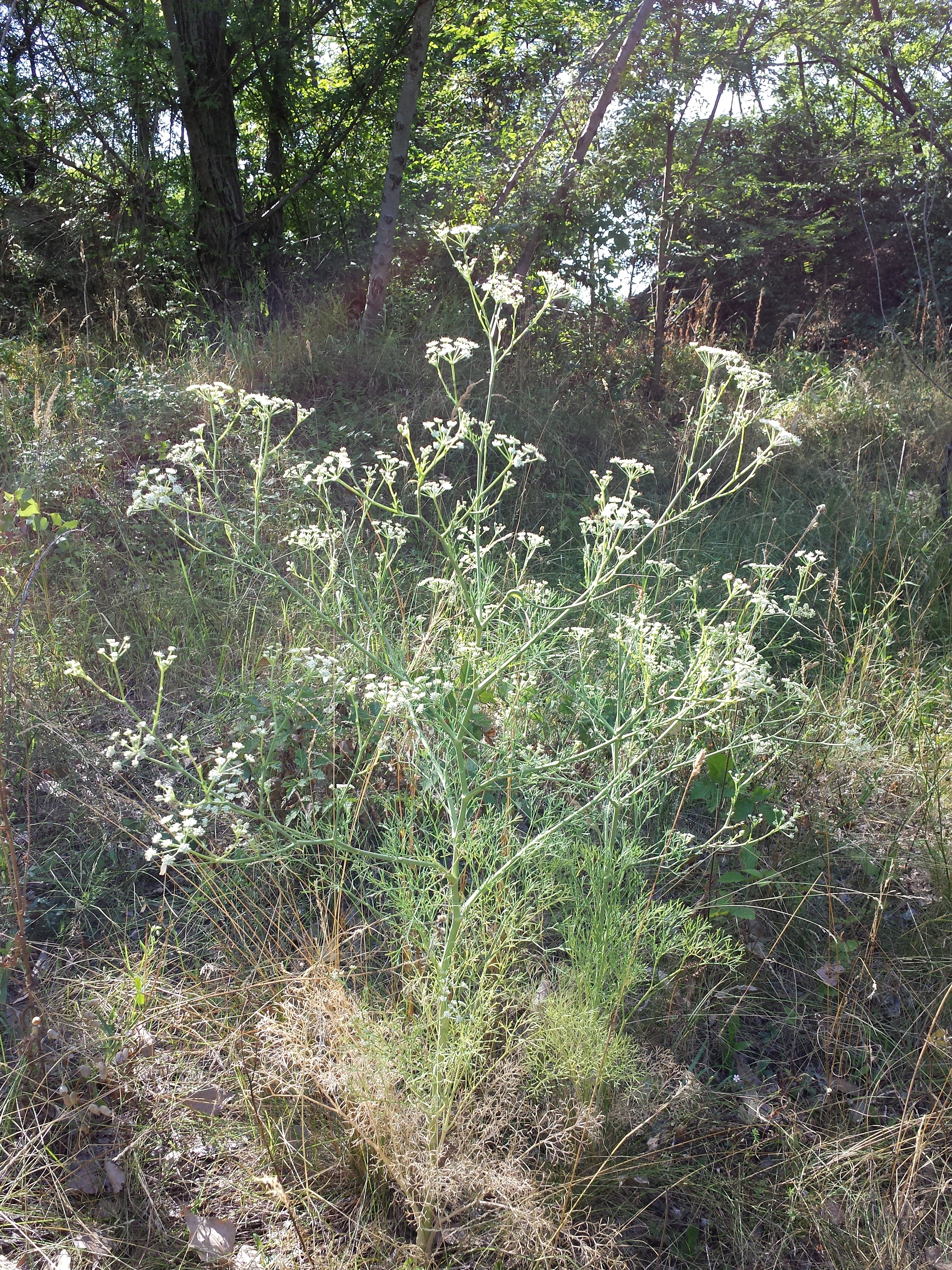
Ost-Sesel (Seseli campestre)

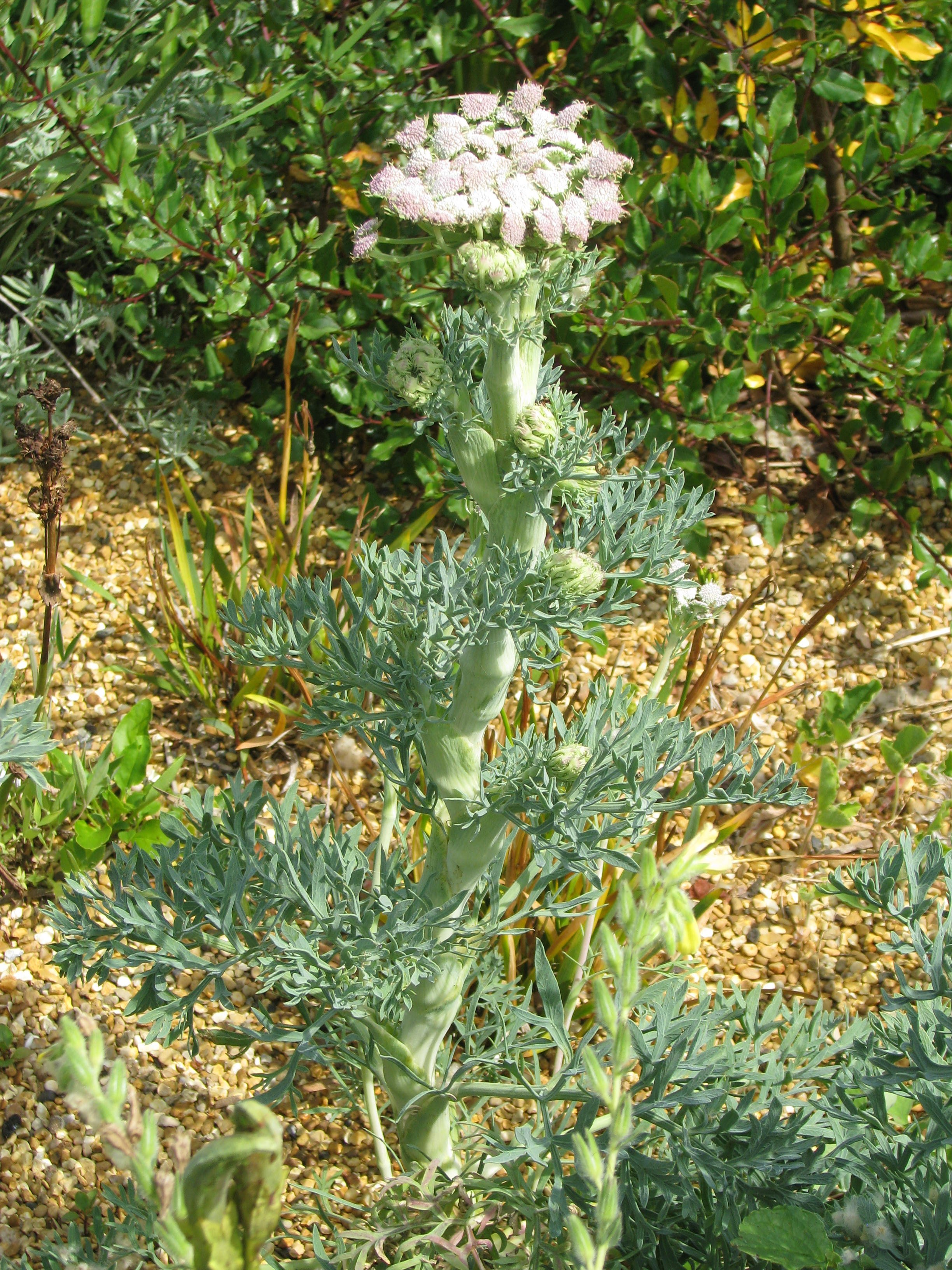
Grauer Bergfenchel (Seseli gummiferum)

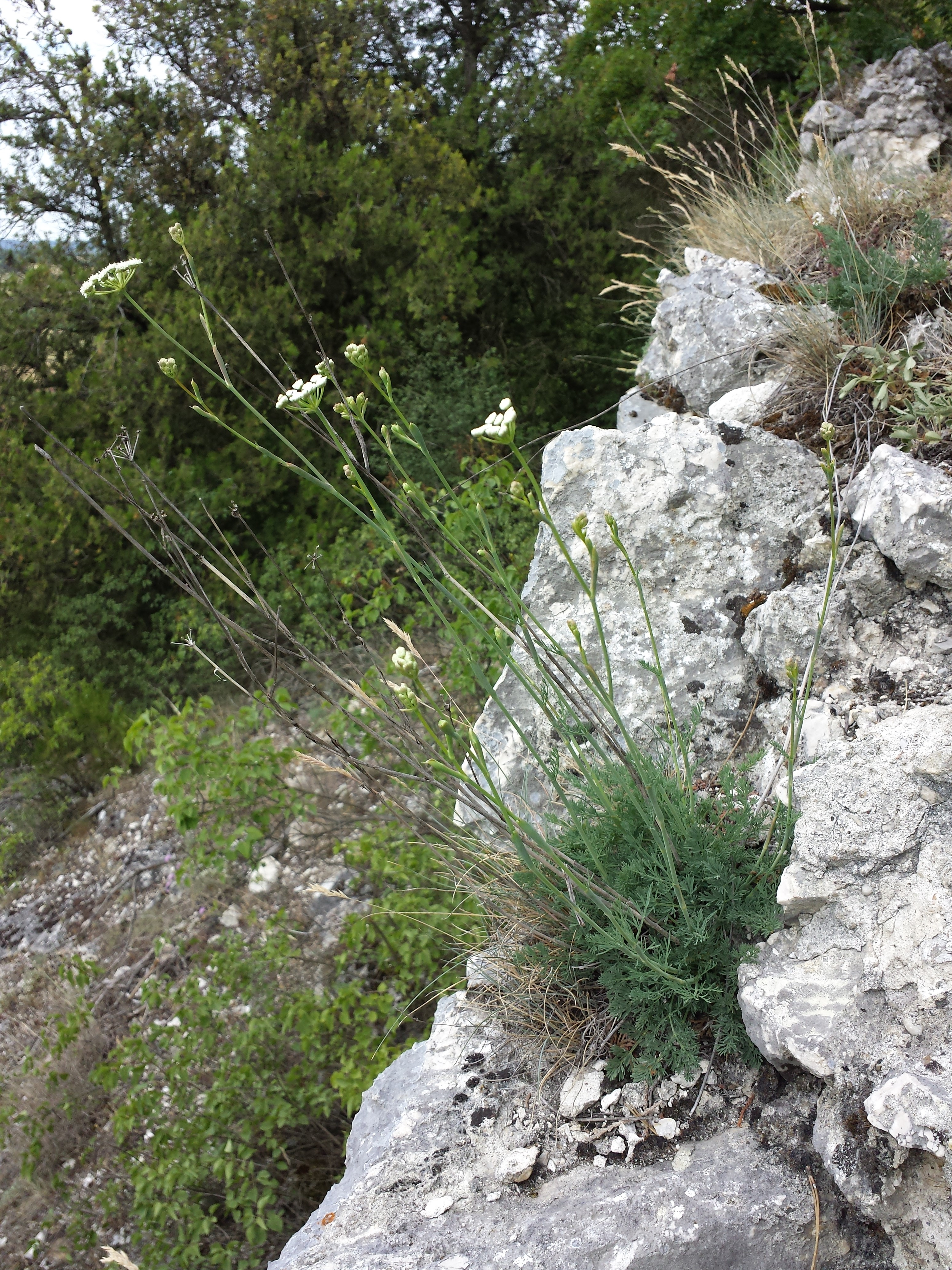
Pferde-Sesel (Seseli hippomarathrum)

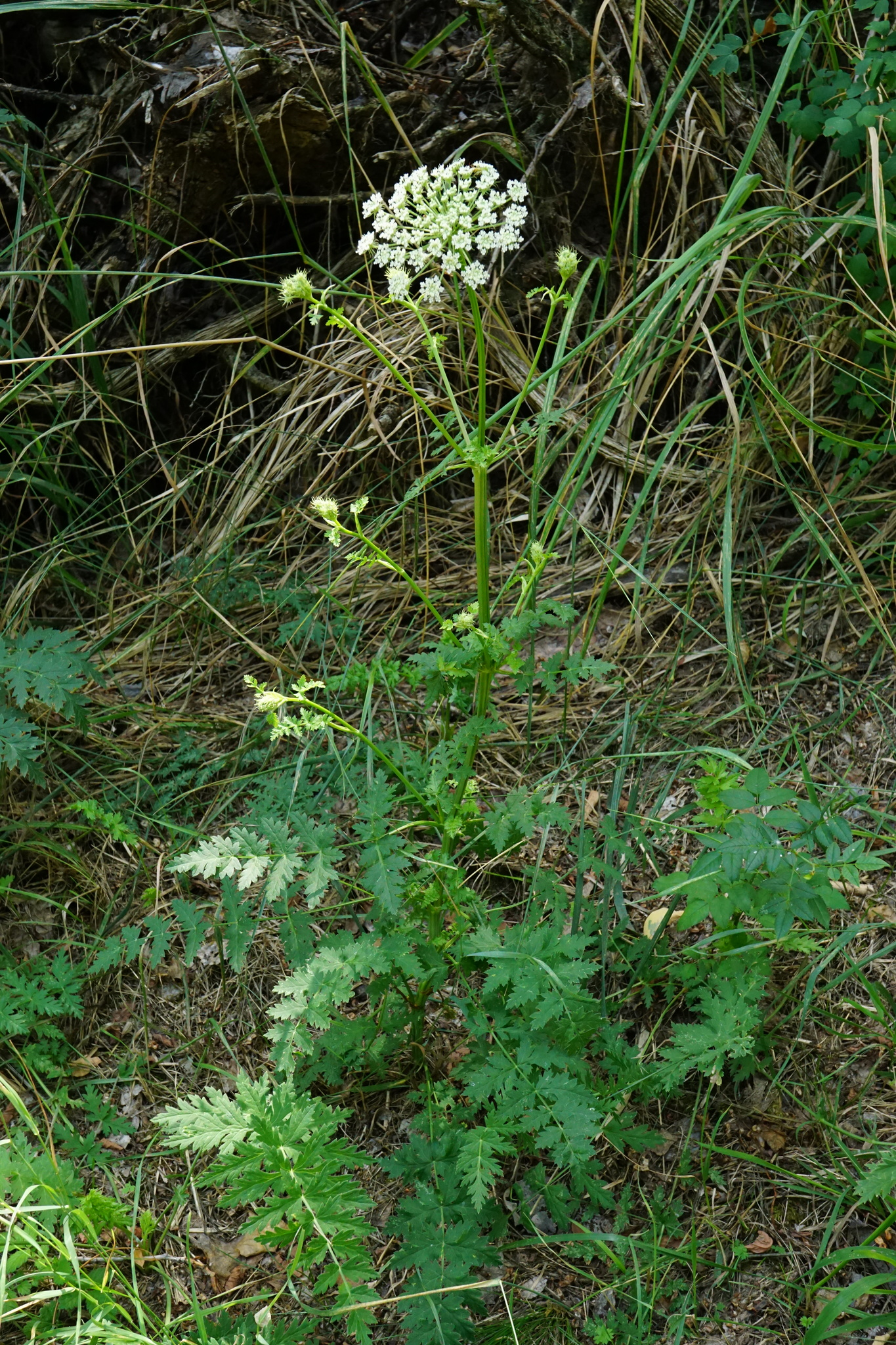
Heilwurz (Seseli libanotis)

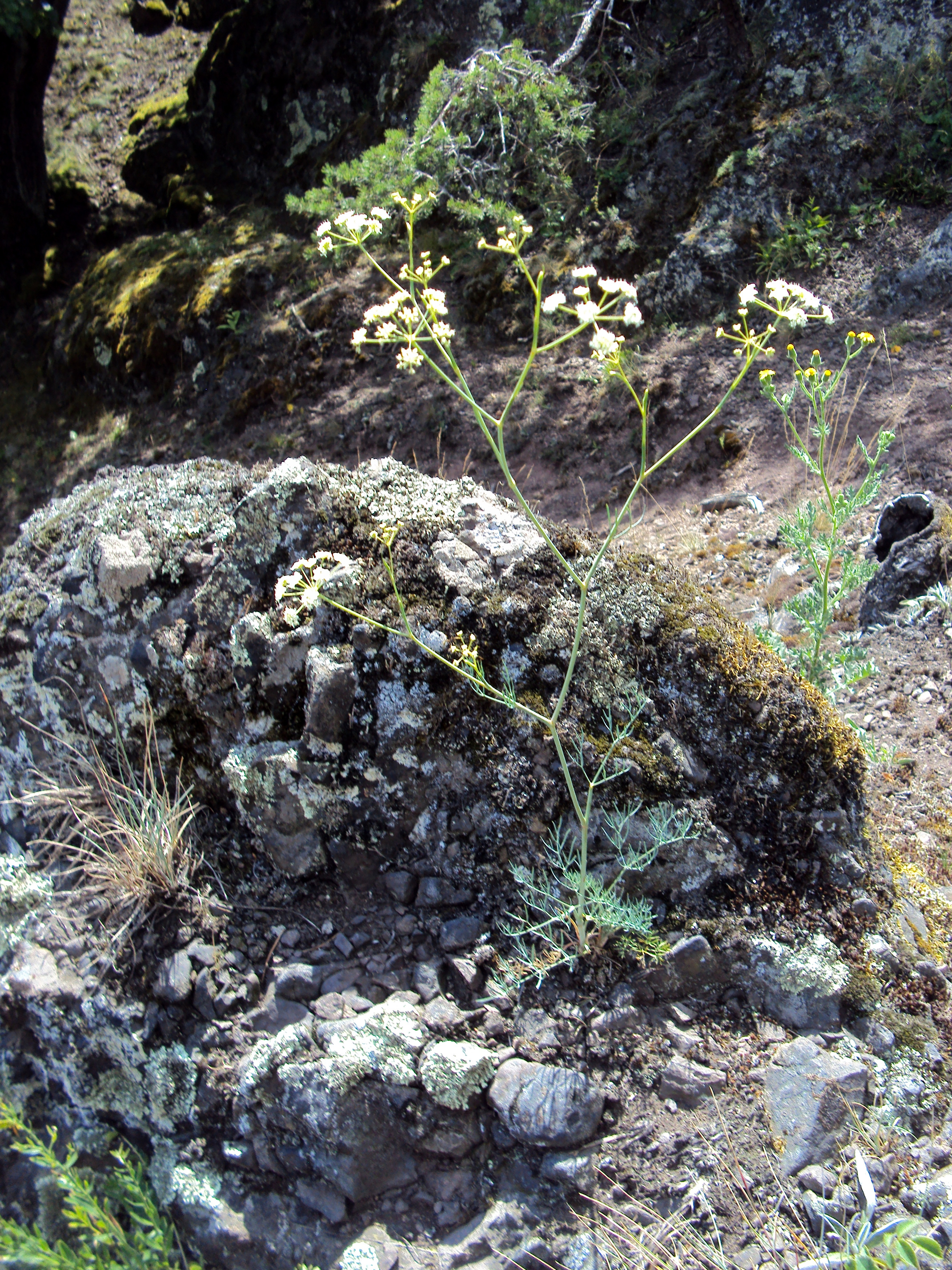
Seseli osseum

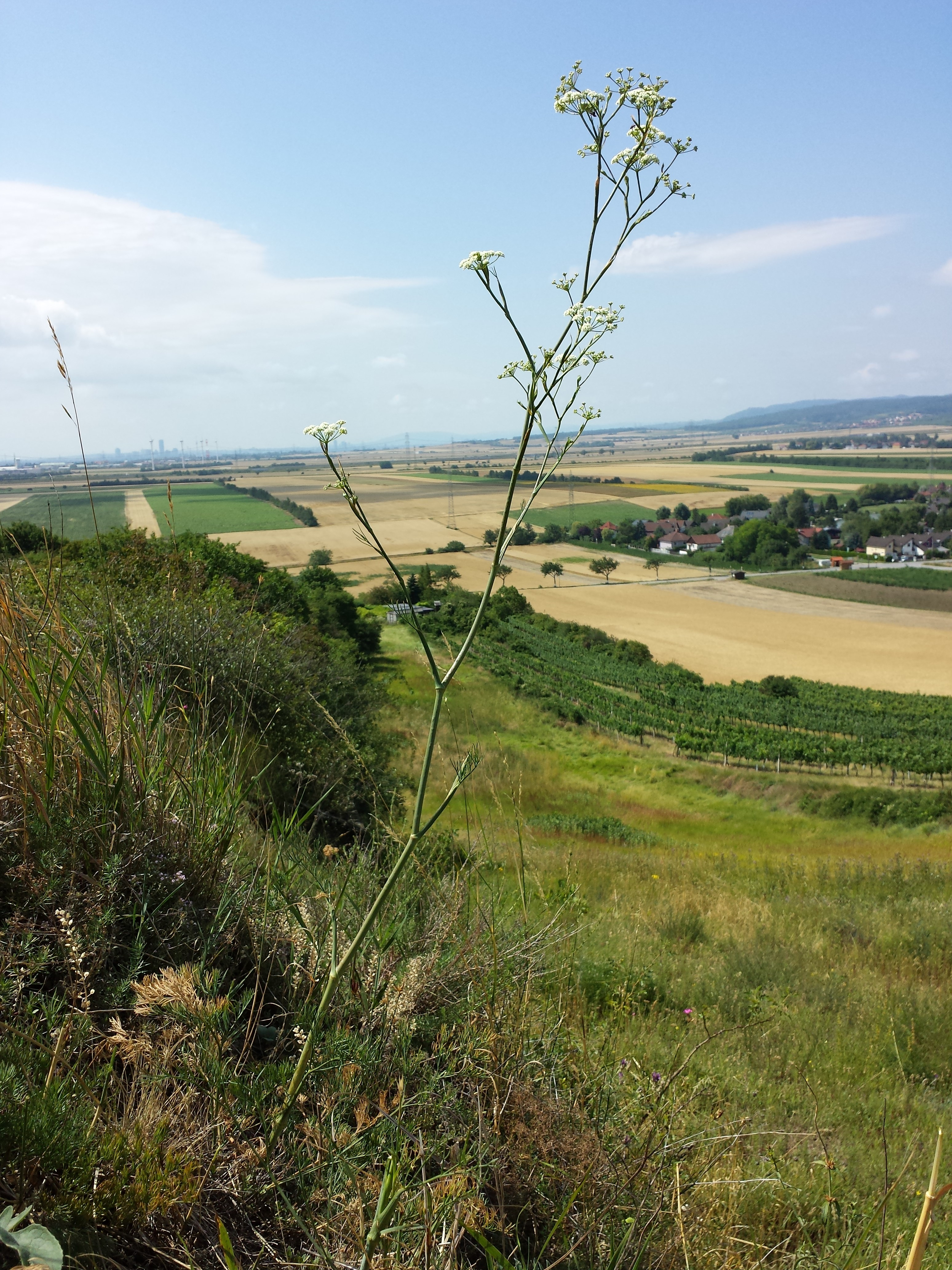
Bunt-Sesel (Seseli pallasii)

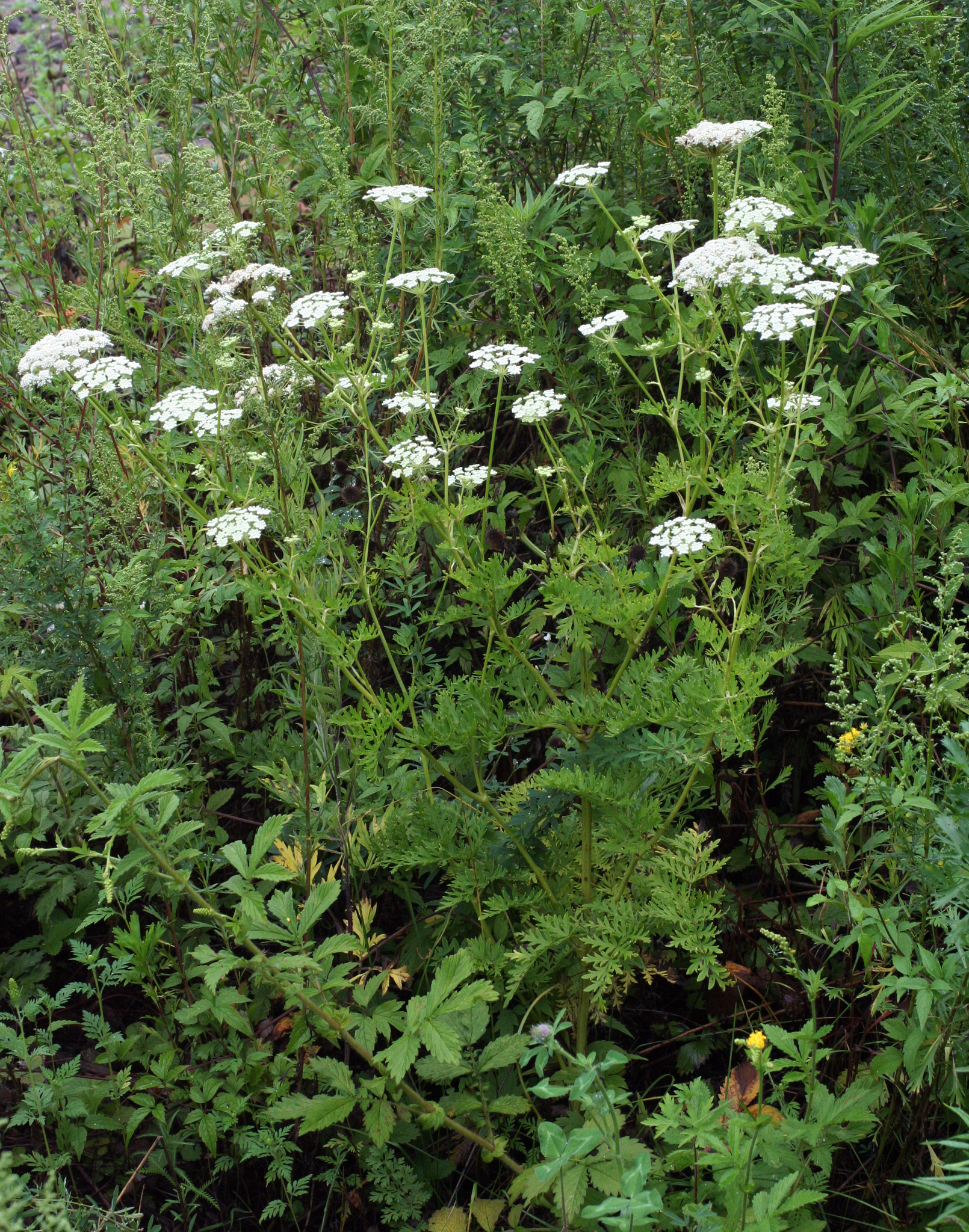
Seseli seseloides

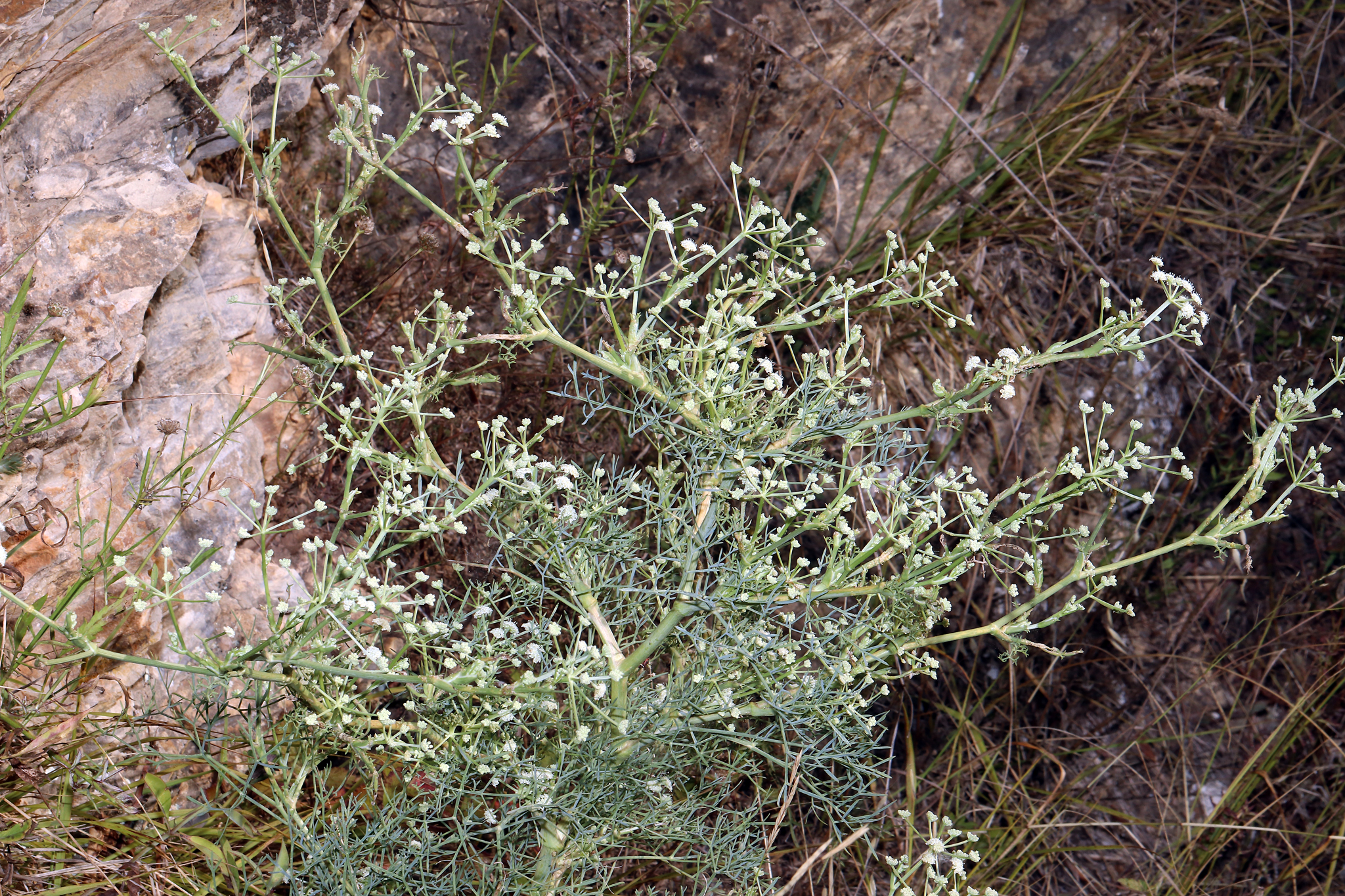
Gewundener Sesel (Seseli tortuosum)

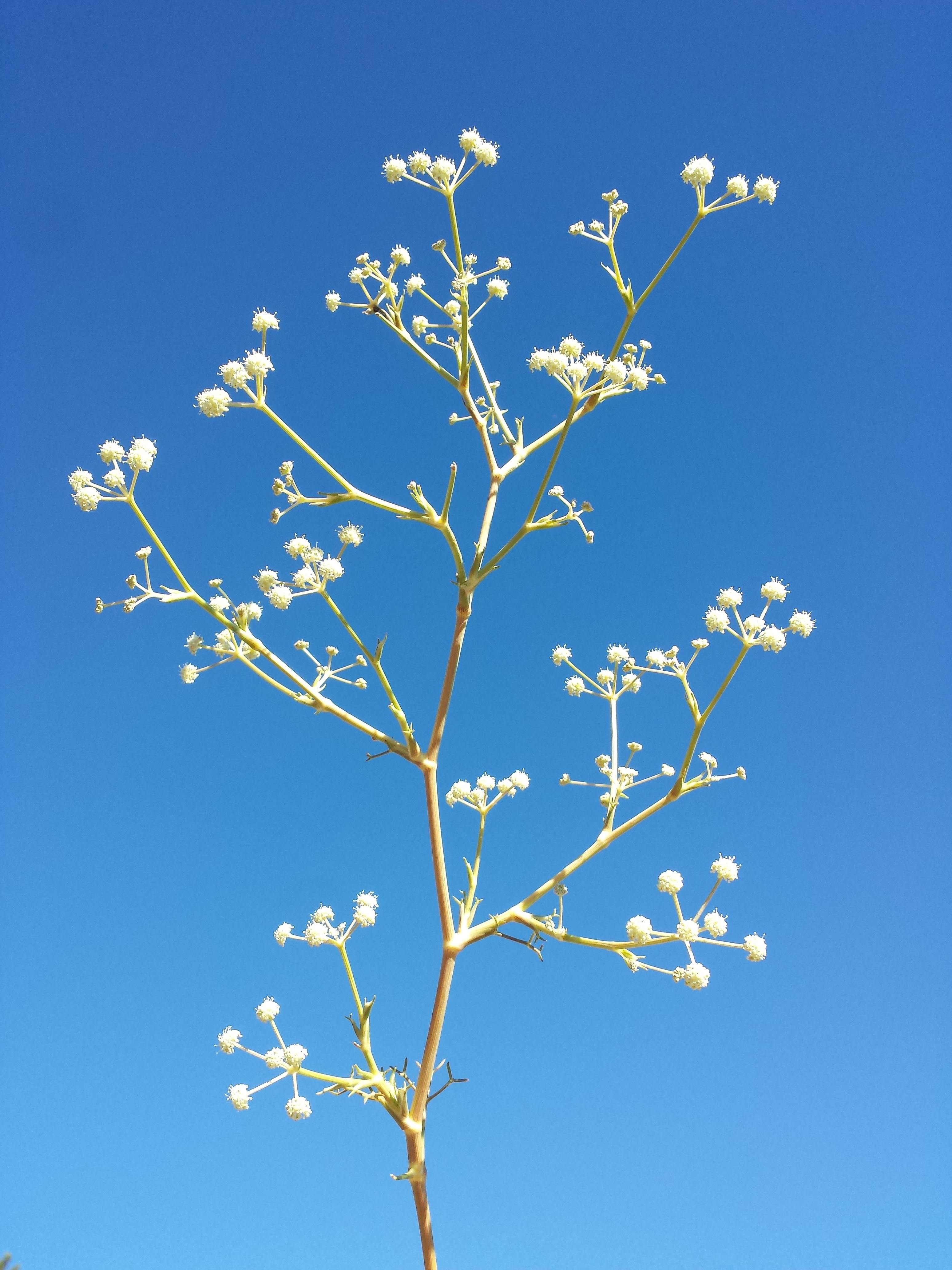
Gewundener Sesel (Seseli tortuosum)

## Systematik
Die Gattung Seseli wurde 1753 durch Carl von Linné in Species Plantarum, Tomus I, Seite 259 aufgestellt. Typusart ist Seseli tortuosum L. Synonyme für Seseli L. sind: Cyathoselinum Benth. & Hook. f., Elaeopleurum Korovin, Gasparrinia Bertol., Libanotis Zinn nom. cons. non Hill, Pseudammi H.Wolff.
Die Gattung Seseli gehört zur Tribus Selineae in der Unterfamilie Apioideae innerhalb der Familie Apiaceae.
In der Gattung Seseli gibt es 80 bis 140 Arten (Auswahl):
- Seseli alexeenkoi Lipsky: Sie kommt im Kaukasusraum vor.[3]
- Seseli alpinum M.Bieb.: Sie kommt in Georgien und im Kaukasusraum vor.[3]
- Seseli andronakii Woronow: Sie kommt in der Türkei vor.[3]
- Seseli angustum F.K.Mey.: Sie kommt nur in Albanien vor.[3]
- Steppenfenchel (Seseli annuum L.): Es gibt zwei Unterarten.[3]
- Seseli aroanicum Hartvig: Sie kommt in Griechenland vor.[3]
- Österreichischer Bergfenchel (Seseli austriacum (Beck) Wohlf., Syn.: Seseli elatum subsp. austriacum (Beck) P.W.Ball): Sie kommt in Tschechien, Österreich, Ungarn und Slowenien vor.[3]
- Seseli bocconi Guss.: Dieser Endemit kommt nur auf Sizilien vor.[3]
- Seseli bulgaricum P.W.Ball: Sie kommt in Serbien und in Bulgarien vor.[3]
- Ost-Sesel (Seseli campestre Besser)[3]
- Seseli cantabricum Lange: Sie kommt in Spanien vor.[3]
- Seseli condensatum (L.) Rchb. f.: Sie kommt in Russland vom europäischen Teil bis zum fernen Osten und bis zum nördlichen China vor.[7][3]
- Seseli corymbosum Boiss. & Heldr.: Sie kommt in der Türkei vor.[3]
- Seseli crithmifolium (DC.) Boiss.: Sie kommt in Griechenland und auf Kreta vor.[3]
- Seseli cuneifolium M.Bieb.: Sie kommt nur in Aserbaidschan vor.[3]
- Seseli degenii Urum.: Sie kommt in Bulgarien vor.[3]
- Seseli dichotomum M.Bieb.: Sie kommt im Kaukasusraum und auf der Krim vor.[3]
- Seseli djianeae Gamisans: Sie kommt auf Korsika vor.[3]
- Seseli eriocephalum (Spreng.) Schischk.: Sie kommt in Kasachstan und in nördlichen Xinjiang vor.[7]
- Seseli farrenyi Molero & A.Pujadas: Sie kommt in Spanien vor.[3]
- Seseli foliosum (Sommier & Levier) Manden.: Sie kommt in der Türkei und in Georgien vor.[3]
- Seseli galloprovinciale Reduron: Sie kommt in Frankreich und in Italien vor.[3]
- Seseli glabratum Schult.: Sie kommt in Kasachstan, Usbekistan, in der Mongolei und im nördlichen Xinjiang vor.[7]
- Seseli globiferum Vis.: Sie kommt in Kroatien und in Montenegro vor.[3]
- Seseli gracile Waldst. & Kit.: Sie kommt in Kroatien, Serbien und Rumänien vor.[3]
- Seseli grandivittatum (Sommier & Levier) Schischk.: Sie kommt in Armenien, in Aserbaidschan und in Georgien vor.[3]
- Grauer Bergfenchel (Seseli gummiferum Pall. ex Sm.): Er kommt in Griechenland, in der Türkei und auf der Krim vor.[3]
- Seseli hartvigii Parolly & Nordt: Sie kommt in der Türkei vor.[3]
- Pferde-Sesel (Seseli hippomarathrum Jacq.)[3]
- Seseli intricatum Boiss.: Sie kommt nur im südlichen Spanien vor.[3]
- Seseli kochii Breistr. (Syn.: Seseli gouani W.D.J.Koch): Sie kommt in Kroatien, Italien, Slowenien, Serbien, Bosnien-Herzegowina, Montenegro und in Albanien vor.[3]
- Seseli krylovii (V.N.Tikhom.) Pimenov & Sdobnina: Sie kommt vom östlichen europäischen Russland bis Kasachstan und das westliche Sibirien vor.[3]
- Seseli ledebourii G.Don.[3]
- Seseli lehmannii Degen: Dieser Endemit kommt nur auf der Krim vor.[3]
- Seseli leptocladum Woronow: Sie kommt nur in Armenien vor.[3]
- Seseli leucospermum Waldst. & Kit.: Sie kommt nur in Ungarn vor.[3]
- Heilwurz oder Weihrauch-Bergfenchel (Seseli libanotis (L.) W.D.J.Koch, Syn.: Crithmum pyrenaicum L., Libanotis daucifolia (Scop.) Rchb., Libanotis intermedia Rupr., Libanotis montana Crantz, Libanotis pyrenaica (L.) Bourg., Seseli sibiricum (L.) Garcke, Libanotis montana subsp. leiocarpa (Heuff.) Soó, Libanotis montana var. leiocarpa Heuff., Libanotis pyrenaica subsp. intermedia (Rupr.) Soó, Libanotis pyrenaica subsp. montana (Crantz) Lemke & Rothm., Libanotis sibirica subsp. montana (Crantz) P.W.Ball, Seseli libanotis subsp. atlanticum Maire, Seseli libanotis subsp. intermedium (Rupr.) P.W.Ball, Seseli libanotis subsp. sibiricum (L.) Thell.)[3]
- Seseli longifolium L. (Syn.: Seseli elatum L. nom. illeg.): Sie kommt in Spanien, Frankreich, Italien, Österreich, Tschechien, Kroatien, Ungarn, Polen, in der Slowakei, in Rumänien und Albanien vor.[3]
- Seseli malyi A.Kern.: Sie kommt in Slowenien und in Kroatien vor.[3]
- Seseli marashica E.Doğan & H.Duman: Die 2013 erstbeschriebene Art kommt in der Türkei vor.[3]
- Seseli maroccanum Dobignard: Sie kommt in Marokko, Algerien und Tunesien vor.[3]
- Berg-Sesel (Seseli montanum L.): Er kommt in Nordafrika, in Süd- und in Mitteleuropa vor.[3]
- Seseli mucronatum (Schrenk) Pimenov & Sdobn.: Sie kommt in Kasachstan, Kirgisistan, Tadschikistan und im nördlichen Xinjiang vor.[5]
- Knochenharter Bergfenchel[1] (Seseli osseum Crantz): Er kommt in Österreich, Tschechien, Ungarn, Serbien, Polen, in der Slowakei, in Rumänien und in der Ukraine vor.[3]
- Bunt-Sesel oder Meergrün-Sesel (Seseli pallasii Besser, Syn.: Seseli promonense Vis., Seseli varium Trevir.)[3]
- Seseli paphlagonicum Pimenov & Kljuykov: Sie kommt in der Türkei vor.[3]
- Seseli parnassicum Boiss. & Heldr.: Sie kommt in Griechenland vor.[3]
- Seseli petraeum M.Bieb.: Sie kommt in der Türkei, in Georgien und im Kaukasusraum vor.[3]
- Seseli peucedanoides (M.Bieb.) Koso-Pol. (Syn.: Gasparrinia peucedanoides (M.Bieb.) Thell.): Sie kommt von Südeuropa und dem östlichen Mitteleuropa bis zum nordwestlichen Iran vor.[3]
- Seseli phrygium Pimenov & Kljuykov: Sie kommt in der Türkei vor.[3]
- Seseli polyphyllum Ten.: Sie kommt in Italien vor.[3]
- Seseli ponticum Lipsky: Sie kommt im Kaukasusraum vor.[3]
- Seseli praecox (Gamisans) Gamisans: Sie kommt auf Sardinien und Korsika vor.[3]
- Seseli resinosum Freyn & Sint.: Sie kommt in der Türkei vor.[3]
- Seseli rhodopeum Velen.: Sie kommt nur in Bulgarien vor.[3]
- Seseli rigidum Waldst. & Kit.: Sie kommt auf der Balkanhalbinsel, in Bulgarien, Serbien, Rumänien, der Republik Moldau und in der Ukraine vor.[3]
- Seseli rubellum Post: Sie kommt in der Türkei und in Syrien vor.[3]
- Seseli rupicola Woronow: Sie kommt nur in Georgien vor.[3]
- Seseli saxicola (Albov) Pimenov: Sie kommt nur in Georgien vor.[3]
- Seseli serpentina B.L.Burtt ex H.Duman & E.Doğan: Sie wurde 2013 aus der Türkei erstbeschrieben.[3]
- Seseli seseloides (Fisch. & C.A.Mey. ex Ledeb.) M.Hiroe: Sie kommt in Ostasien vor.[6]
- Seseli strictum Ledeb.: Sie kommt in Russland, in Kasachstan und in Xinjiang vor.[7]
- Seseli tomentosum Vis.: Sie kommt in Kroatien und in Montenegro vor.[3]
- Gewundener Sesel (Seseli tortuosum L.): Sie kommt in Nordafrika, Südeuropa und in Vorderasien vor.[3]
- Seseli transcaucasicum (Schischk.) Pimenov & Sdobnina: Sie kommt von der südöstlichen Türkei bis zum nordwestlichen und nördlichen Iran vor.[3]
- Seseli vandasii Hayek: Dieser Endemit kommt in Nordmazedonien vor.[3]
- Seseli webbii Coss.: Sie kommt auf den Kanarischen Inseln vor.[3]

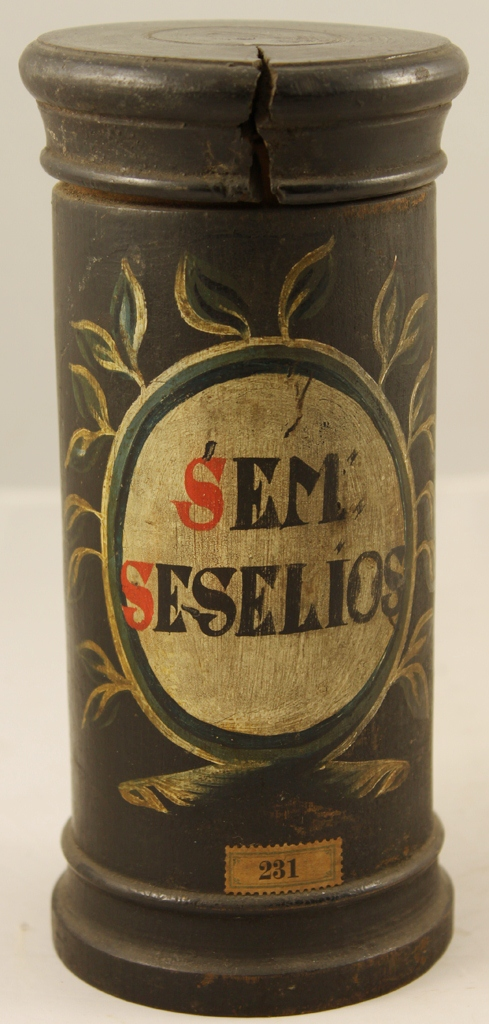
Apothekengefäß aus dem 18. Jahrhundert (Museum für Hamburgische Geschichte)

## Verwendung
Einige Bergfenchelarten, vor allem die Heilwurz oder auch Weihrauch-Bergfenchel genannt (Seseli libanotis), wurde schon im Altertum als Heilmittel (etwa in der Materia medica von Pedanios Dioskurides, zum Beispiel als menstruationsfördernd/fruchtabtreibend, bei Gebärmutterkrämpfen, Atemnot, chronischem Husten, Leibschmerzen, Eingeweideleiden, rezidivierendem Fieber und als erwärmend) empfohlen. Wegen der Verwechslungsgefahr mit anderen, teils hochgiftigen Doldenblütlern wie den Schierling-Arten wird von der Verwendung selbstgesammelter Wildpflanzen aber abgeraten.